# Juan Abelló Gallo
Juan Abelló Gallo   (Madrid, 16 de desembre de 1941) és un empresari espanyol que s'inicia en la indústria farmacèutica, conegut per la seva col·lecció d'art.

## Biografia
Doctor en Farmàcia, va heretar del seu pare, Joan Abelló Pascual, també farmacèutic, els Laboratoris Abelló.
Va estudiar al Colegio Nuestra Señora del Pilar de Madrid. Llicenciat en Farmàcia per la Universitat Complutense de Madrid (anys 1958-1963), el 1978 obté el títol de doctor en Farmàcia, amb la qualificació d'excel·lent "Cum Laude", sent la seva tesi doctoral: “Determinación espectrofotométrica de antibióticos de núcleo penicilánico por complexometría con ion cobaltoso”.
El 1976 va contractar el jove advocat Mario Conde com a director general adjunt de l'empresa. El 1983 va vendre els Laboratoris i dos anys després va adquirir l'empresa farmacèutica Antibióticos S.A., que va vendre dos anys després a la companyia italiana Montedison en una hàbil operació financera.
Tant Abelló, com el seu soci Conde, van comprar llavors un important paquet d'accions que els va permetre controlar l'entitat bancària Banesto. Abelló es va reservar la presidència, al mateix temps que presidia la companyia d'assegurances La Unión y el Fénix.
El 23 de febrer de 1989, Abelló ven les seves accions bancàries i allunya la seva trajectòria professional de la de Conde. En la dècada de 1990 va continuar la seva carrera empresarial, entre altres operacions, amb l'adquisició d'una part de la companyia de telefonia mòbil Airtel (després Vodafone), de la qual va ser dos anys president, i que després va tornar a vendre.
També ha participat en la constructora Sacyr Vallehermoso i en Veo TV. Segons la revista Golden, el 2002 la seva fortuna s'estimava en 85 milions d'euros.
En l'era de Florentino Pérez al capdavant del Reial Madrid, va ser vicepresident del club al costat de Tàpies. Ha estat condecorat amb la Gran Creu de l'Orde del Mèrit Civil, el Premi Juan Lladó i va ser nomenat Empresari de l'any per la Cambra Oficial de Comerç i Indústria de Madrid el 1997.

## Art
Abelló ha reunit una fastuosa col·lecció d'art, que ha concorregut amb obres soltes en múltiples exposicions i, de manera monogràfica, en tres ocasions. Diverses ressenyes esmenten pintures del barroc espanyol, de Ribera, Zurbarán, així com d'art posterior: Picasso, Modigliani, Henri Matisse, etc. Col·lecciona també dibuixos antics i moderns. La secció de dibuixos dels segles XIX-XX a partir de Goya (Van Gogh, Renoir, Toulouse-Lautrec, Juan Gris, Egon Schiele, Magritte, Dalí) va exposar-se gairebé sencera en el Museu Thyssen-Bornemisza a finals de 2007 i, l'any següent, en el Museu Meadows de Dallas. El 1988 va cedir a l'Estat, per al pagament d'impostos, una Verge de Lucas Cranach, actualment exposada al Museu del Prado.